# Лжерадужницы
Лжерадужницы (лат. Plateumaris) — род жуков (Coleoptera) из подсемейства радужниц в семействе листоедов.

## Распространение
На территории бывшего СССР распространены 11 видов.

## Описание
Задние ноги короткие, их голени толстые, не изогнутые. Вершины надкрылий без крючковидного отростка.

## Экология
Имаго живут на приводных и болотных растениях.

## Систематика
Включает 27 видов, из которых 17 встречаются в Неарктике и 10 — в Палеарктике.
Некоторые виды:
- Plateumaris akiensis Tominaga & Katsura, 1984
- Plateumaris aurifera (LeConte, 1851)
- Plateumaris balli Askevold, 1991
- Plateumaris bracata (Scopoli, 1772)
- Plateumaris caucasica Zaitzev, 1930
- Plateumaris consimilis (Schrank, 1781)
- Plateumaris constricticollis Jacoby, 1885
- Plateumaris diversa (Schaeffer, 1925)
- Plateumaris dorsata Hayashi, 1997
- Plateumaris dubia (Schaeffer, 1925)
- Plateumaris flavipes (Kirby, 1837)
- Plateumaris frosti (Schaeffer, 1925)
- Plateumaris fulvipes (Lacordaire, 1845)
- Plateumaris germari (Mannerheim, 1843)
- Plateumaris kinugasana Hayashi, 2001
- Plateumaris metallica (Ahrens, 1810)
- Plateumaris neomexicana (Schaeffer, 1925)
- Plateumaris nitida (Germar, 1811)
- Plateumaris notmani (Schaeffer, 1925)
- Plateumaris pusilla (Say, 1827)
- Plateumaris robusta (Schaeffer, 1919)
- Plateumaris rufa (Say, 1827)
- Plateumaris rustica (Kunze, 1818)
- Plateumaris schaefferi Askevold, 1991
- Plateumaris sericea (Linnaeus, 1761)
- Plateumaris shirahatai Kimoto, 1971
- Plateumaris shoemakeri (Schaeffer, 1925)
- Plateumaris sulcifrons Weise, 1900
- Plateumaris tenuicornis Balthasar, 1934
- Plateumaris virens Hayashi, 1999
- Plateumaris weisei Duvivier, 1885

## Распространение
Встречаются в Голарктической области, центром происхождения рода является, вероятно, Северная Америка.